# Chambly (Bas-Canada)
Pour les articles homonymes, voir Chambly.
Chambly (désigné Kent jusqu'en 1829) est un district électoral de la Chambre d'assemblée du Bas-Canada ayant existé de 1792 à 1838.

## Histoire
Son territoire regroupe Boucherville, Longueuil, Chambly et Blairfindie. Kent est l'un des 27 districts électoraux instaurés lors de la création du Bas-Canada par l'Acte constitutionnel de 1791. Il s'agit d'un district représenté conjointement par deux députés, parfois d’allégeance différente. En 1829, le district de Kent est francisé Chambly. Il est suspendu de 1838 à 1841 en raison de la Rébellion des Patriotes. À partir de 1841, le district est conservé au sein du Parlement de la province du Canada.

## Liste des députés

### Siègeno1
| Années | Années      | Député                           | Parti    |
| ------ | ----------- | -------------------------------- | -------- |
|        | 1792 - 1796 | René Boileau                     | Canadien |
|        | 1796 - 1798 | Jacques Viger                    | Canadien |
|        | 1798 - 1800 | Michel-Amable Berthelot Dartigny | Canadien |
|        | 1800 - 1804 | François Viger                   | Canadien |
|        | 1804 - 1808 | François Viger                   | Canadien |
|        | 1808 - 1809 | Louis-Joseph Papineau            | Canadien |
|        | 1809 - 1810 | Louis-Joseph Papineau            | Canadien |
|        | 1810 - 1814 | Louis-Joseph Papineau            | Canadien |
|        | 1814 - 1816 | Noël Breux                       | Canadien |
|        | 1816 - 1820 | Pierre Bruneau                   | Canadien |
|        | 1820 - 1824 | Frédéric-Auguste Quesnel         | Canadien |
|        | 1824 - 1827 | Frédéric-Auguste Quesnel         | Canadien |
|        | 1827 - 1830 | Frédéric-Auguste Quesnel         | Patriote |
|        | 1830 - 1834 | Frédéric-Auguste Quesnel         | Patriote |
|        | 1834 - 1838 | Louis Lacoste                    | Patriote |

### Siègeno2
| Années | Années      | Député                        | Parti       |
| ------ | ----------- | ----------------------------- | ----------- |
|        | 1792 - 1796 | Pierre Legras Pierreville     | Canadien    |
|        | 1796 - 1800 | Antoine Ménard dit Lafontaine | Canadien    |
|        | 1800 - 1804 | Antoine Ménard dit Lafontaine | Canadien    |
|        | 1804 - 1808 | Pierre Weilbrenner            | Canadien    |
|        | 1808 - 1809 | Joseph-Bernard Planté         | Bureaucrate |
|        | 1809 - 1810 | Pierre-Dominique Debartzch    | Canadien    |
|        | 1810 - 1814 | Pierre-Dominique Debartzch    | Canadien    |
|        | 1814 - 1816 | Joseph Bresse                 | Indépendant |
|        | 1816 - 1820 | Denis-Benjamin Viger          | Canadien    |
|        | 1820 - 1820 | Denis-Benjamin Viger          | Canadien    |
|        | 1820 - 1824 | Denis-Benjamin Viger          | Canadien    |
|        | 1824 - 1827 | Denis-Benjamin Viger          | Canadien    |
|        | 1827 - 1829 | Denis-Benjamin Viger          | Patriote    |
|        | 1830 - 1834 | Louis-Michel Viger            | Patriote    |
|        | 1834 - 1838 | Louis-Michel Viger            | Patriote    |